# Définitions (pseudo-Platon)
Pour les articles homonymes, voir Définition (homonymie).
Les Définitions sont un recueil apocryphe de 185 termes philosophiques, que les manuscrits joignent aux œuvres de Platon. Platon n'est généralement pas reconnu comme l’auteur de toutes les définitions, et le recueil est parfois regardé comme un ouvrage de Speusippe, successeur de Platon. Ce recueil, constitué sans unité, est éclectique car présente des influences platoniciennes, péripatéticiennes et stoïciennes.
Selon les Définitions du Pseudo-Platon, le tyran est celui qui, dans la cité, exerce son autorité selon ses propres vues ; la même définition se retrouve dans La République. Le Flatteur (Caractère II), Le Verbeux (Caractère VII) et L'Impudent (Caractère IX) sont identiques aux définitions de Théophraste dans les Caractères. Sans ordre établi ni prose, la liste reprend certaines définitions d'autres manuscrits de manière proche ou semblable.